# ヘスター・マリア・エルフィンストーン
ヘスター・マリア・エルフィンストーン（Hester Maria Elphinstone、1764年9月17日 – 1857年3月31日）は18-19世紀イギリスの文筆家・知識人、キース子爵夫人。結婚前の名前はヘスター・マリア・スレイル（Hester Maria Thrale）。母親へスター・スレイルも日記文学者・著述家でサミュエル・ジョンソンの相談相手であり、父親ヘンリーは裕福な醸造家で芸術の後援者であった。ヘスター・マリアはその夫妻の最初の子供で、長じて初代キース子爵ジョージ・エルフィンストーン提督の後妻となった。「クィーニー（Queeney）」の愛称で知られる。

## 生涯
サミュエル・ジョンソンはヘスター・マリアがまだごく幼い頃に、その生涯の愛称となる「クィーニー」（聖書に登場する王妃エステルに由来する）の呼び名を与え、その母親に対するのと同じように、この少女とも文通した。クィーニー・スレイルは父の醸造所があったサザークで誕生し、南ロンドンのストリータム・パークにあった家で育った。その家はストリータム・ワージーズ（Streatham Worthies）として知られる政治的、芸術的、文学的な重要人物のグループの集う場所でもあった。クィーニーは幼い頃から記憶の良さと鋭い知性の片鱗を示し、6歳の頃には、知的で洗練された母よりも偉大な天才であるとみなされていた。
クィーニーはラテン語をジョンソン博士から、やはり家族で後援していた小説家ファニー・バーニーと一緒に学び、また更にイタリア語とヘブライ語も学んだ。20ヵ月のときにゾファニーによって絵画に描かれ、また1781年には母と一緒にサー・ジョシュア・レノルズによる肖像画の主題となった。彼らはストリータム・パークのサークルのメンバーであった。
クィーニーの幼児期の記録は、その母親の数ある著作のうち『ファミリー・ブック』（『スラリアーナ（Thraliana）』としても知られる）に残されている。それは、クィーニーの2歳の誕生日から始められている。
日記、逸話と個人的洞察の混合であるそれは、特に『サミュエル・ジョンソンの逸話』として知られ、著述家であり辞書編纂者であるジョンソンに関する最初の本の形での伝記であり、その最後の数年間の個人的記録である。『ファミリー･ブック』には、クィーニーの幼少期のことと、彼女が受けた外国語、天文学、地理学その他の科学の教育のこと、そして、悪名高い（後にクィーニーの妹のスザンナに結婚を申し込んで断られる）マッド・ジャック・フラーを好いていたことなども書かれている。
ヘスター・スレイルは、1781年に夫が亡くなると子供たちのイタリア人音楽教師と再婚した。その人物はローマ・カトリック教徒であったため、世間の噂となり、子供たちとの間にも亀裂が生じた。クィーニーは家を出て、夫を亡くした信頼できる友人を付添い（chaperone）として、ロンドンで独立した生活を始めた。

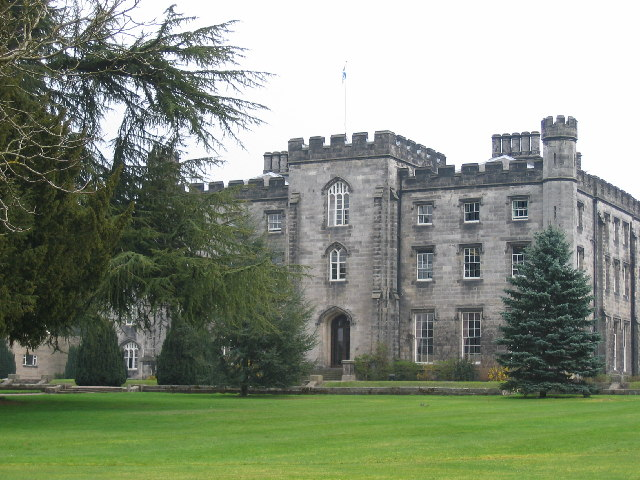
トゥリアラン城

1808年1月10日、44歳のクィーニー・スレイルは、やもめになったキース卿ジョージ・エルフィンストーン提督と結婚した。キース卿は19歳年上の高名な優れた高級士官であり、ナポレオン戦争当時の捕獲賞金によるかなりの財産の持ち主だった。二人は1791年、キース卿の最初の妻の死の4年後に会って、結婚までの16年間交際していた。キース卿夫妻は社交界で広く知られ、多くの知己を持ったカップルだった。二人の間に1809年12月に生まれた一人娘、ジョージナ・オーガスタの名付け親は王太子とクラレンス公（二人とも後にイギリス国王となった）が務めた。
1815年にナポレオンが最終的に敗北すると、キース卿は海軍を退き、一家は素晴らしい城館のあるトゥリアランの広大な領地で暮らすようになった。現在その館はスコットランド警察学校となっている。娘が13のときにクィーニーは未亡人となり、更に34年を生きて、1857年3月31日、92歳のときにロンドンで亡くなった。彼女は夫や娘とともにキース家の霊廟に葬られた。
クィーニーに宛てたジョンソン、ファニー・バーニー、それに母ヘスターの手紙の膨大なコレクションは『クィーニー・レターズ』として1934年に刊行された。

## フィクションへの登場
- ベリル・ベインブリッジの小説『According to Queeney』（2001年）[9]はサミュエル・ジョンソン博士の晩年を描いたものだが、ヘスター・マリア・スレイルが述懐する形式を取っている。
- パトリック・オブライアンの小説『オーブリー&マチュリンシリーズ』では、主人公ジャック・オーブリー艦長の小さい頃の友人かつ数学の家庭教師として登場する。また彼女の夫（キース卿）も海軍におけるオーブリーの師として描かれる。